# Novy Port
Novy Port (en ruso: Новый Порт) es una población del distrito autónomo de Yamalia-Nenetsia, en Rusia, situada concretamente en la desembocadura del río Obi y con una población de 1790 habs.
Junto con Dikson, es el principal puerto en el mar de Kara. Su economía se basa en la industria pesquera. 

## Mapas

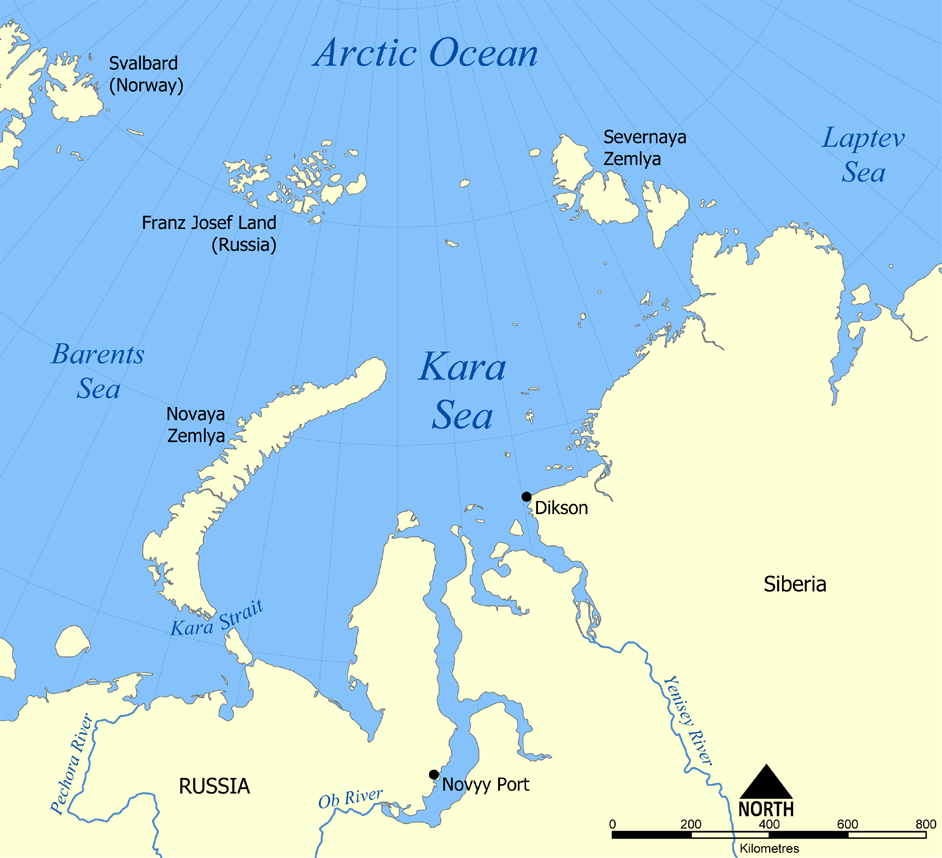
Novy Port en mapa del mar de Kara
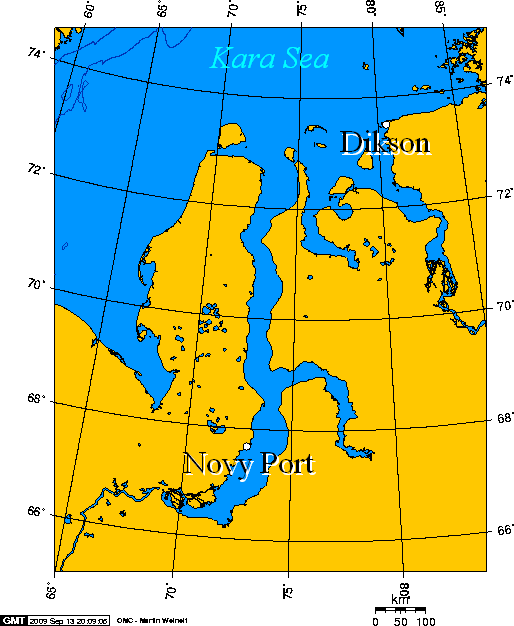
Mapa similar al anterior

## Clima
| Parámetros climáticos promedio de Novy Port | Parámetros climáticos promedio de Novy Port | Parámetros climáticos promedio de Novy Port | Parámetros climáticos promedio de Novy Port | Parámetros climáticos promedio de Novy Port | Parámetros climáticos promedio de Novy Port | Parámetros climáticos promedio de Novy Port | Parámetros climáticos promedio de Novy Port | Parámetros climáticos promedio de Novy Port | Parámetros climáticos promedio de Novy Port | Parámetros climáticos promedio de Novy Port | Parámetros climáticos promedio de Novy Port | Parámetros climáticos promedio de Novy Port | Parámetros climáticos promedio de Novy Port |
| Mes                                         | Ene.                                        | Feb.                                        | Mar.                                        | Abr.                                        | May.                                        | Jun.                                        | Jul.                                        | Ago.                                        | Sep.                                        | Oct.                                        | Nov.                                        | Dic.                                        | Anual                                       |
| ------------------------------------------- | ------------------------------------------- | ------------------------------------------- | ------------------------------------------- | ------------------------------------------- | ------------------------------------------- | ------------------------------------------- | ------------------------------------------- | ------------------------------------------- | ------------------------------------------- | ------------------------------------------- | ------------------------------------------- | ------------------------------------------- | ------------------------------------------- |
| Temp. máx. abs. (°C)                        | 0.6                                         | 1.4                                         | 7.1                                         | 6.1                                         | 17.6                                        | 29.7                                        | 32.8                                        | 26.3                                        | 22.5                                        | 13.7                                        | 3.6                                         | 0.9                                         | 32.8                                        |
| Temp. máx. media (°C)                       | -19.5                                       | -19.3                                       | -12.6                                       | -7.0                                        | -0.5                                        | 9.8                                         | 16.9                                        | 14.2                                        | 7.8                                         | -1.3                                        | -11.6                                       | -16.5                                       | -3.3                                        |
| Temp. media (°C)                            | -23.6                                       | -23.4                                       | -17.4                                       | -11.5                                       | -3.6                                        | 5.5                                         | 12.7                                        | 10.7                                        | 5.0                                         | -3.9                                        | -15.4                                       | -20.5                                       | -7.1                                        |
| Temp. mín. media (°C)                       | -27.7                                       | -27.6                                       | -22.0                                       | -16.0                                       | -6.7                                        | 2.3                                         | 8.5                                         | 7.2                                         | 2.1                                         | -6.9                                        | -19.4                                       | -24.4                                       | -10.9                                       |
| Temp. mín. abs. (°C)                        | -50.9                                       | -49.4                                       | -48.1                                       | -39.9                                       | -29.2                                       | -13.3                                       | -0.9                                        | -4.0                                        | -14.7                                       | -30.3                                       | -40.3                                       | -47.7                                       | -50.9                                       |
| Precipitación total (mm)                    | 22                                          | 17                                          | 19                                          | 20                                          | 21                                          | 21                                          | 21                                          | 26                                          | 24                                          | 31                                          | 21                                          | 21                                          | 264                                         |
| Días de precipitaciones (≥ 1 mm)            | 15.9                                        | 13.4                                        | 14.1                                        | 12.7                                        | 15.4                                        | 13.3                                        | 11.1                                        | 14.3                                        | 16.8                                        | 18.8                                        | 16.4                                        | 15.4                                        | 177.6                                       |
| Horas de sol                                | 6                                           | 50                                          | 143                                         | 218                                         | 192                                         | 229                                         | 289                                         | 177                                         | 92                                          | 50                                          | 16                                          | 0                                           | 1462                                        |
| Fuente n.º 1: Погода и климат               |                                             |                                             |                                             |                                             |                                             |                                             |                                             |                                             |                                             |                                             |                                             |                                             |                                             |
| Fuente n.º 2: climatebase.ru                |                                             |                                             |                                             |                                             |                                             |                                             |                                             |                                             |                                             |                                             |                                             |                                             |                                             |